# Crypturellus parvirostris
Il tinamo beccopiccolo (Crypturellus parvirostris (Wagler, 1827)) è un uccello  della famiglia Tinamidae diffuso in Sud America.

## Descrizione
Lunghezza: 20–32 cm.

Peso: 154-205 g (maschio), 176-250 g (femmina).

## Distribuzione e habitat
Vive nel Perù sud-orientale, Bolivia settentrionale e orientale, Paraguay, Argentina nord-orientale, quasi tutto il Brasile a sud del Rio delle Amazzoni.